# Hanne Malmberg
Hanne Malmberg, née le 19 novembre 1964 à Upernavik, est une coureuse cycliste danoise.

## Vie privée
Elle a un fils, Matias Malmberg, avec l'ancien cycliste Kim Gunnar Svendsen,.

## Palmarès sur route
- 1987
  -  Championne du Danemark du contre-la-montre
- 1988
  -  Championne du Danemark du contre-la-montre
  - 3e du Grand Prix des Nations
- 1989
  -  Championne du Danemark du contre-la-montre
  - 8e étape du Tour de Norvège (GP Postgiro)
  - 4e étape de Ronde van de DDR
- 1990
  -  Championne du Danemark du contre-la-montre
  - 2e étape de Steiermark Rundfahrt
- 1991
  -  Championne du Danemark du contre-la-montre
- 1992
  -  Championne du Danemark du contre-la-montre
- 1993
  -  Championne du Danemark du contre-la-montre
  - 10e étape de Ronde van de EG

## Palmarès sur piste

### Jeux Olympiques
- Barcelone 1992
  - 4e de la poursuite individuelle féminine aux Jeux olympiques d'été de 1992

### Coupe du monde
- 1993
  - 2e de la poursuite à Copenhague
  - 2e de la poursuite à Hyères

### Championnats nationaux
- 1991
  -  Championne de la poursuite
- 1992
  -  Championne de la poursuite
- 1993
  -  Championne de la poursuite
- 1994
  -  Championne de la poursuite